# Wiedergeltingen
Wiedergeltingen – miejscowość i gmina w Niemczech, w kraju związkowym Bawaria, w rejencji Szwabia, w regionie Donau-Iller, w powiecie Unterallgäu, wchodzi w skład wspólnoty administracyjnej Türkheim. Leży w Szwabii, około 12 km na wschód od Mindelheimu, przy autostradzie A96, drodze B18 i linii kolejowej Memmingen – Monachium.

## Polityka
Wójtem gminy jest Michael Schulz z CSU, rada gminy składa się z 12 osób.
|      | CSU | FW | Bürgerverein e.V. | Razem |
| 2008 | 4   | 6  | 2                 | 12    |
| 2002 | 4   | 6  | 2                 | 12    |